# براميسيوم بنواة مذنبة
براميسيوم ذو نواة مذنبة أو براميسيوم ذو الذنب هو نوع من الكائنات وحيدة الخلية الذي ينتمي لجنس البراميسيوم من شعبة الهوادب. قد يصل طوله إلى 0.25 مم وتكون مغطاة بعضيات شبيهة بالشعر تسمى أهدابا. تستخدم الأهداب في الحركة الموضعية والحصول على الغذاء.